# Club Atlético Talleres (Remedios de Escalada)
Der Club Atlético Talleres (argentin. Ausspr.: [taˈʃe.ɾes]) ist ein argentinischer Fußballverein aus Remedios de Escalada im Partido Lanús in der Provinz Buenos Aires. Der Verein, auch El Tallarín genannt, wurde am 1. Juni 1906 als Talleres United Football Club gegründet. 1931 zählte der Verein zu den Mitbegründern des professionellen Spielbetriebes in Argentinien.

## Geschichte
Der Verein wurde 1906 als Talleres United Football Club im 1902 begründeten, an einer Eisenbahnstation gelegenen Hauptstadtvorort, Los Talleres (zu deutsch: Die Ladengeschäfte) ins Leben gerufen. Die rot-weiß gestreiften Trikots, und damit die Vereinsfarben, kupferte man vom Spitzenteam des argentinischen Fußballs jener Epoche, dem Alumni Athletic Club, ab.
Schon bald war der Verein aber vornehmlich durch finanzielle Engpässe charakterisiert. Dies führte dazu, dass zwischen 1908 und 1915 kaum mehr ein Spielbetrieb stattfand. Ende 1915 konsolidierte eine neue Vereinsleitung den Klub und trat dem nationalen Fußballverband, seinerzeit die Asociación Argentina de Football, bei.
Unter dem 1920 zu Talleres Football Club verkürzten Vereinsnamen stieg der Verein nach Ablauf des Spieljahres 1925 erstmals in die seinerzeitige höchste Spielklasse, die Primera División der Asociación Amateurs de Football auf. Ein fünfter Rang 1930 war hier die herausragende Platzierung. 1925 erwarb der Verein auch die Grundstücke, auf denen die heute noch bestehenden Einrichtungen wie das Stadion erstellt wurden. 1926 wurde die Ansiedlung Los Talleres zu Remedios de Escalada umbenannt und aus dem Verein wurde einstweilen der Club Atlético Talleres de Remedios de Escalada. 
1930 hatte der Verein seinen bislang einzigen Teilnehmer an einer Fußballweltmeisterschaft zu verzeichnen. Beim Turnier in Uruguay 1930 stand Torwart Ángel Bossio in den drei Gruppenspielen für den späteren Vizeweltmeister Argentinien zwischen den Pfosten. Beim Finale gegen die Gastgeber wurde jedoch Juan Botasso von Argentino Quilmes der Vorzug gegeben.
1931 begründete Talleres zusammen mit 17 weiteren Vereinen den professionellen Spielbetrieb im argentinischen Fußball. Der Klub war Teil der neugeschaffenen Liga Argentina de Football, die anfänglich noch ohne Sanktionierung durch die FIFA auskommen musste.
Sportlich etablierte sich Talleres im unteren Tabellenviertel. 1934 ging der Verein kurzfristig eine Spielgemeinschaft mit einem anderen traditionellen Kellerkind jener Zeit, dem CA Lanús ein. Die Unión Talleres-Lanús fuhr nicht besser, wurde Drittletzter und bereits zum Jahresende wieder aufgelöst. El Tallarín selbst gelang während der acht Spieljahre in der ersten Liga nur selten ein Ausflug in die erste Tabellenhälfte. In der Endabrechnung war der zehnte Platz von 18 Teilnehmern 1935 der Höhepunkt. Auch hier waren Punkt- und Tordifferenz negativ. 1938 erfolgte der Abstieg. Talleres konnte seither nie wieder in die Erstklassigkeit zurückkehren.
Seither war der Klub meist zweitklassig, wenngleich auch Exkursionen in die dritte Spielklasse nicht selten waren. Der einjährige Aufenthalt in der viertklassigen Primera C 1986/87 blieb ein einmaliger Ausrutscher. Seit 1995 spielen die Vorortskicker aber ununterbrochen in der Primera B Metropolitana, der dritthöchsten Klasse.
1999 fiel der Verein dem Bankrott anheim, was den Betrieb aber nur kurzfristig unterbrach. Dieser Tage ist der CA Talleres, der sich gerne als "der Stolz von Escalada" vermarktet, wieder geläutert.

## Stadion
Das Stadion des Vereines, das Estadio de Talleres de Remedios de Escalada, fasst etwa 8.000 Zuschauer und befindet sich derzeit im Umbau.

## Bekannte Spieler
| - Ángel Bossio (bis 1933, WM Torhüter 1930) - Carlos Wilson, 1930er-Jahre, Nationalspieler - Germán Denis - Leonardo Iglesias - José Salomón (1934–1938, später Nationalmannschaftskapitän) - José Alberto Percudani - Javier Zanetti - Sergio Zanetti | - Roberto Pompei - Sergio Sena - Óscar Mas - Fernando Redondo - Fernando Screpis - Fernando Zagharian - José Yudica |

## Weitere Sportarten
Beim Verein werden unter anderem auch Basket-, Hand- und Volleyball sowie Turnen betrieben. Nach 1945 beeindruckten insbesondere einige Schwimmer und Wasserballer. In jüngerer Zeit erfreuen eher Basketballer die Fangemeinde.